# أديل غريفين
أديل غريفين (بالإنجليزية: Adele Griffin)‏ هي كاتِبة وكاتبة للأطفال أمريكية، ولدت في 29 يوليو 1970 في فيلادلفيا في الولايات المتحدة.

## وصلات خارجية
- الموقع الرسمي